# Sean Safo-Antwi
Sean Safo-Antwi (ur. 31 października 1990 w Islington) – ghański lekkoatleta specjalizujący się w biegach sprinterskich. Do marca 2016 reprezentował Wielką Brytanię.
W 2015 osiągnął półfinał biegu na 60 metrów podczas halowych mistrzostw Europy oraz startował na IAAF World Relays.
Medalista mistrzostw Wielkiej Brytanii.
Rekordy życiowe: bieg na 60 metrów (hala) – 6,55 (6 lutego 2016, Mondeville); bieg na 100 metrów (stadion) – 10,12 (14 sierpnia 2022, Londyn) / 10,07w (23 sierpnia 2014, Bedford).

## Osiągnięcia
| Rok                            | Impreza                    | Miejsce        | Konkurencja        | Lokata     | Wynik  |
| ------------------------------ | -------------------------- | -------------- | ------------------ | ---------- | ------ |
| Reprezentacja: Wielka Brytania |                            |                |                    |            |        |
| 2015                           | Halowe mistrzostwa Europy  | Praga          | bieg na 60 m       | półfinał   | 6,63   |
| 2015                           | IAAF World Relays          | Nassau         | sztafeta 4 × 100 m | eliminacje | 38,79  |
| Reprezentacja: Ghana           |                            |                |                    |            |        |
| 2016                           | Igrzyska olimpijskie       | Rio de Janeiro | bieg na 100 m      | eliminacje | 10,43  |
| 2018                           | Halowe mistrzostwa świata  | Birmingham     | bieg na 60 m       | 7. miejsce | 6,60   |
| 2018                           | Igrzyska Wspólnoty Narodów | Gold Coast     | bieg na 100 m      | eliminacje | 10,95  |
| 2019                           | Igrzyska afrykańskie       | Rabat          | bieg na 100 m      | 5. miejsce | 10,18  |
| 2019                           | Igrzyska afrykańskie       | Rabat          | sztafeta 4 × 100 m | 1. miejsce | 38,30  |
| 2019                           | Mistrzostwa świata         | Doha           | sztafeta 4 × 100 m | eliminacje | 38,24  |
| 2021                           | World Athletics Relays     | Chorzów        | sztafeta 4 × 100 m | –          | DQ     |
| 2021                           | Igrzyska olimpijskie       | Tokio          | sztafeta 4 × 100 m | –          | DQ     |
| 2022                           | Halowe mistrzostwa świata  | Belgrad        | bieg na 60 m       | eliminacje | 6,71   |
| 2022                           | Mistrzostwa Afryki         | Saint-Pierre   | bieg na 100 m      | półfinał   | 10,31w |
| 2022                           | Mistrzostwa świata         | Eugene         | sztafeta 4 × 100 m | 5. miejsce | 38,07  |
| 2022                           | Igrzyska Wspólnoty Narodów | Birmingham     | bieg na 100 m      | półfinał   | 10,36  |
| 2022                           | Igrzyska Wspólnoty Narodów | Birmingham     | sztafeta 4 × 100 m | eliminacje | DQ     |
| 2025                           | World Athletics Relays     | Kanton         | sztafeta 4 × 100 m | eliminacje | 38,49  |